# Carl Ochs
Carl Ernst Christoph Ochs (* 10. Februar 1812 in Creglingen; † 16. November 1873 in Melpattampakkam bei Cuddalore) war ein deutscher evangelischer Missionar und einer der Hauptbeteiligten im Kastenstreit.

## Leben
Carl Ochs wurde ab 1838 im Dresdner Missionsseminar ausgebildet. Am 27. April 1842 erfolgte seine Ordination in Greiz und am 9. Mai 1842 seine Aussendung von Dresden nach Tamil Nadu. Am 11. Dezember 1842 erreichte er Indien und am 3. Januar 1843 Tranquebar (heute Tharangambadi). Am 2. Juli 1843 hielt er in Poraya seine erste Predigt in Tamil.
Am 2. Februar 1845 übernahm er zusammen mit Missionar Heinrich Cordes die Station Mayavaram (heute Mayiladuthurai). 1847 heiratete er Sarah Walton, die Tochter eines britischen Missionars der London Missionary Society. Das Paar hatte einen Sohn, Georg Ludwig (* 1861), und eine Tochter, Anna Caroline (* 1863), die ab Juli 1866 als Pflegekinder bei Pastor Alexander Michelsen in Lübeck aufwuchsen. In Mayavaram gründete er 1847 eine Mädchenwaisenschule.
Im Februar 1854 forderte er einen der ersten einheimischen Predigtamts-Kandidaten, Nallatambi, auf, mit den Missionaren zu essen, was für diesen den Bruch mit seiner Kaste bedeutet hätte. Nallatambi weigerte sich, und es kam zu einem sich über Jahre hinziehenden Grundsatzstreit, dem Kastenstreit. Vom 3. April 1855 bis 28. Dezember 1856 war Ochs auf Heimaturlaub. In dieser Zeit schrieb er in Mölln, wo Pastor Adolf Moraht ein wichtiger Unterstützer war, eine Denkschrift Wie verhält sich die Kaste in Indien zum Christentum und insonderheit zum christlichen Lehrstand?.
Am 2. Juni 1859 verließ Ochs die Leipziger Mission, die in dieser Frage von keinem den Austritt aus seiner Kaste verlangen wollte. Er begann eine eigene, unabhängige und von seinen Unterstützern getragene Missionsarbeit. Am 20. Juli 1861 gründete er Bethanien in Pattampakam bei Cuddalore als erste Station der Mission ohne Kaste und arbeitete dort bis zu seinem Tod. 1863 schloss er sich dem Dänischen Missionswerk an. Seine Missionsstation wurde zur Keimzelle der heutigen Arcot Lutheran Church.

## Schriften
- Die Mission, der Samariterdienst der Kirche: ein Vortrag. Nürnberg: Raw 1856
- Die Kaste in Ostindien und die Geschichte derselben in der alten-lutherischen Mission. Rostock: Leopold 1860

Digitalisat im Internet Archive
- Adolf Moraht (Hrsg.): Nothgedrungene Entgegnung auf die in Nr. 15 des vorigjährigen Leipziger Missionsblattes gegen mich erneuerten Anklagen. Rendsburg: Oberreich 1860

Digitalisat, British Library